# 沙建镇
沙建镇，是中华人民共和国福建省漳州市华安县下辖的一个镇。

## 行政区划
沙建镇下辖以下地区：
汰口社区、宝山村、岱山村、庭安村、上樟村、下樟村、利水村、大坑村、建美村、官古村、日新村、汰内村、沙建村、山溪美村和汰口农场生活区。

## 姓氏由來
郭姓，開基祖郭文達，元泰定二年（1325年）由漳州龍瀛（龍眼營）徙居漳州府龍溪縣昇平堡(今華安縣沙建鎮岱山村)。
庄姓，庄森十三世孙入漳始祖庄公望，晋江青阳庄佑孙（号古山公）第四子（庄氏入闽始祖庄森第十三世孙）。墓葬于海澄县九都凤田（今龙海市榜山镇田边村）。公望传三子：长子庄守圻往华安县汰口社(今华安县沙建镇建美村及沙建村)。